# Bian Jingzhao

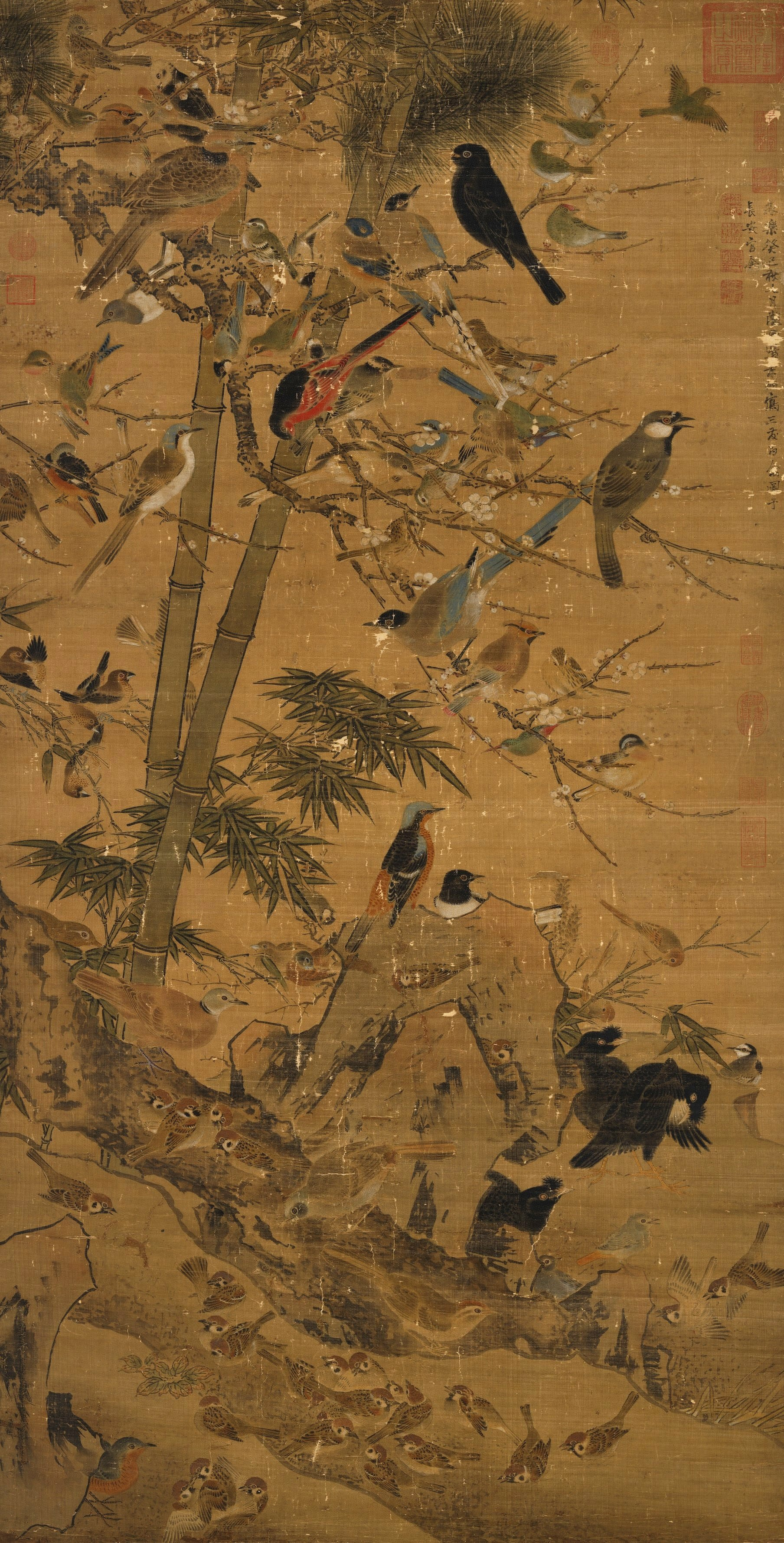
Trois amis et une centaine d'oiseaux

Bian Wenjin, ou Pien Wên-Chin ou Pien Wentsin, surnom: Jingzhao originaire de Shaxian, province de Fujian, né vers 1356, mort vers 1428. Actif au XIVe siècle et XVe siècle. Chinois. Peintre de fleurs et d'oiseaux.

## Peintres de cour au début desMing
Sous le règne de Yongle (1403-1425), la décoration murale du palais construit à Pékin attire de nombreux peintres à la nouvelle capitale. La décoration des édifices religieux, érigés tant à Pékin que dans les cités provinciales, intéressent surtout les peintres formés dans les ateliers spécialisés. Parmi les artistes qui ont la faveur de  Yongle, on peut citer des peintres de paysages et d'oiseaux, des portraitistes qui travaillent dans un style très raffiné.
Trois peintres sembles dominer tous les autres: le premier, Jiang Zichang, qui peint surtout des scènes à personnages avec sujets religieux. Zhao Lian et  Bian Jingzhao sont appelés à la Cour à la fin de l'ère. Leur activité appartient  surtout au règne du jeune empereur Xuanzong. À l'époque Xuande (1425-1435), ère qui correspond à ce règne, la peinture à la cour des Ming atteint un apogèe. La personnalité du jeune souverain contribue certainement à ce renouveau académique, il ne cherche pas à contrôler les peintres, il rivalise avec eux et prend part à leurs débats.

## Biographie
L'activité picturale en l'ère Xuande est aujourd'hui représentée, principalement, par  Bian Jingzhao, l'un des «trois génies» de l'Académie. Ses dates de naissance et de décès restent incertaines comme l'est le lieu de sa naissance. Quand il est appelé à la cour, la capitale est encore Nankin. Il est alors nommé peintre «attendant les ordres» à la salle de la Valeur militaire et peint surtout des fleurs et des oiseaux. Il se rattache à la tradition de Huang Quan, le maître de la peinture d'après nature à la cour de Shu.
Bian Jingzhao peint avec un certain archaïsme. Il a saisi «l'idée des Anciens». Ses œuvres brillantes, peintes avec des couleurs appliquées à l'intérieur des contours, témoignent de la continuité d'une tradition qui, illustrée par les peintres du Yuhua Yuan sous le règne de Huizong, est reprise à l'époque des Song du Sud par les peintres de Cour.
L'œuvre de Bian, qui est peintre à la cour de deux empereurs successifs au début du XVe siècle, Yongle et Ming Xuande, illustre bien les forces et les faiblesses de la peinture de la cour sous la dynastie Ming (1368-1644). Peintre de fleurs et d'oiseaux, il cherche à retrouver l'esprit des grands maîtres des IXe et XIIe siècles , comme le prouve Trois amis et cent oiseaux qui appartient au genre particulier des œuvres créées pour les fêtes du nouvel An.

## Style et influences
Les trois amis du froid sont le pin et le bambou qui restent toujours vert et le prunier en fleurs qui blanchit souvent avant la dernière neige; les trois arbres servent de perchoir à tout un peuple coloré d'oiseaux dont la présence simultanée est imaginaire. Cette invraisemblance s'accorde aux intentions symbolistes et décoratives de l'artiste. Le raffinement de ses grands ancêtres lui échappe en partie, même si sa composition reste attachante et atteint le niveau de ce que l'époque a fait de mieux dans le genre.
Bien que le paysage reste le genre dominant, la peinture d'oiseaux-et-fleurs, appréciée pour son aspect décoratif et symbolique, connait une période de succès, inaugurée par Bian Jingzhao (connu sous le nom de Wenjin), Lin Liang, et Lü Ji. Bian Jingzhao, peintre de cour sous l'empereur Chengzu, est un illustre artiste en ce domaine. Il a hérité des thèmes et des techniques de la tradition de Huang Quan (période des Cinq Dynasties), et ses œuvres sont caractérisées par le réalisme, les contours précis et les couleurs vives.
Trois amis et cent oiseaux, peint en 1413, représente le pin, le bambou et le prunier en fleur, les trois amis de la Saison Froide. La centaine d'oiseaux qui gazouillent de concert symbolise, sous d'heureux auspices, la paix dans le monde. Le merveilleux, dans la peinture, c'est qu'un artiste peut exprimer la beauté de la nature avec son pinceau. Ils créent, avec les poètes, de superbes scènes. Bian a apposé quatre de ses sceaux sur cette peinture. Sur l'un quatre caractères chinois disent, «élever son esprit par la nature»; un autre signifie, «une riche connaissance des plantes, bois, oiseaux et animaux».
Une autre œuvre de Bian Jingzhao, Bambous et grues, représente deux grues à couronne rouge se promenant posément dans une plantation de bambous. Les grues et les bambous symbolisent généralement la pureté et la noblesse, et évoquent les ermites vivant dans la solitude des montagnes. Le pouvoir impérial n'était pas opposé à ces «ermites retirés du monde»; au contraire, il en faisait parfois l'éloge et les considérait comme des symboles d'un monde paisible. Pour peindre les plumes des grues, Bian Jingzhao utilise une poudre blanche translucide et une encre noire épaisse, créant un net contraste entre le noir et le blanc.
La plantation de bambous, le cours d'eau et la rive sont esquissés en quelques traits clairs et vifs. Bien que l'artiste tente de communiquer une sensation de pureté, des fioritures excessives donnent aux grues l'allure d'oiseaux élevés dans le parc impérial, un risque que les peintres de cour devaient avoir de la difficulté à éviter.

## Musées
- Boston:
  - Faucon saisissant un cygne blanc, signé: Jingzhao et portant le sceau du peintre.
- Londres (British Museum):
  - Oies dans les roseaux.
- Pékin(Mus. Palais Impérial):
  - Bambous et grues, rouleau mural, encre et couleurs sur soie, 180,4x118cm.
- Taipei (Musée National du Palais Impérial):
  - Trois amis et cent oiseaux, signé et daté 1413.
- Taipei (Mus. Du Palais):
  - Trois pies et fleurs du printemps, encre et couleur sur soie, rouleau en haureur;
  - Grues blanches, encre et couleur sur soie, rouleau en longueur.

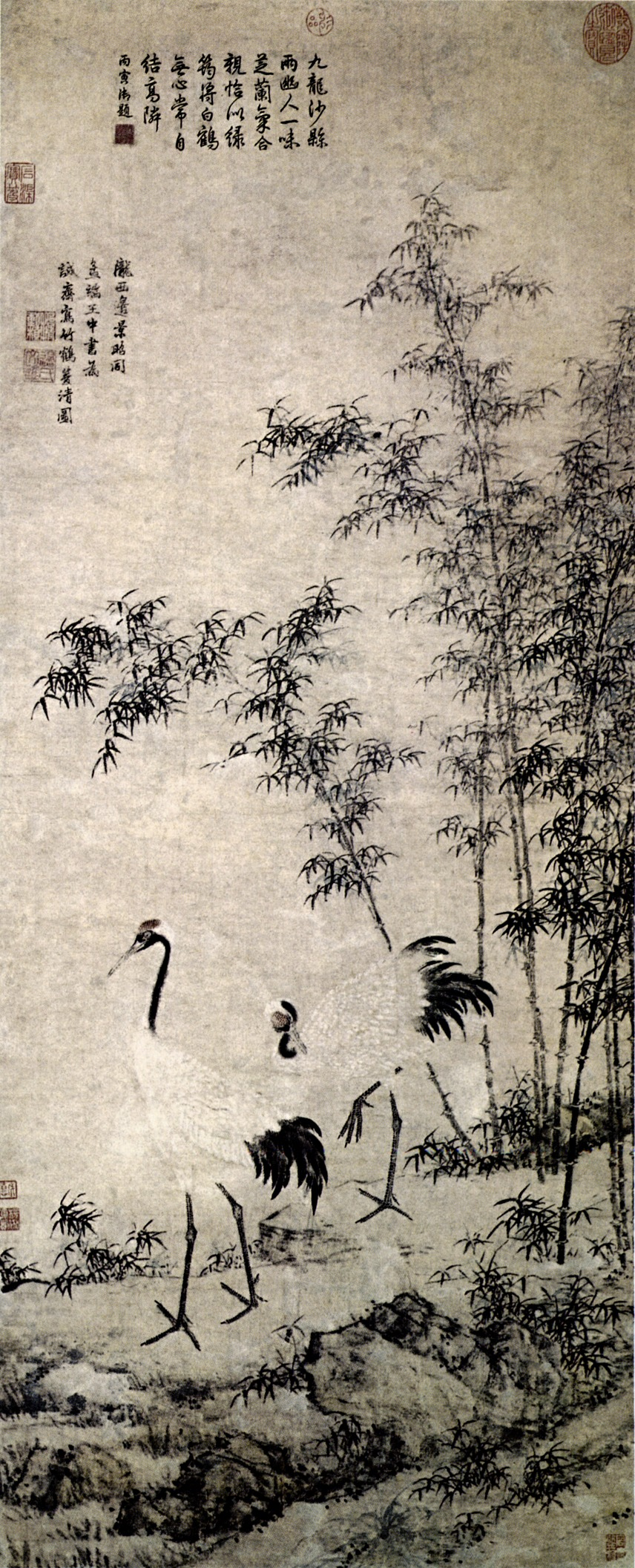
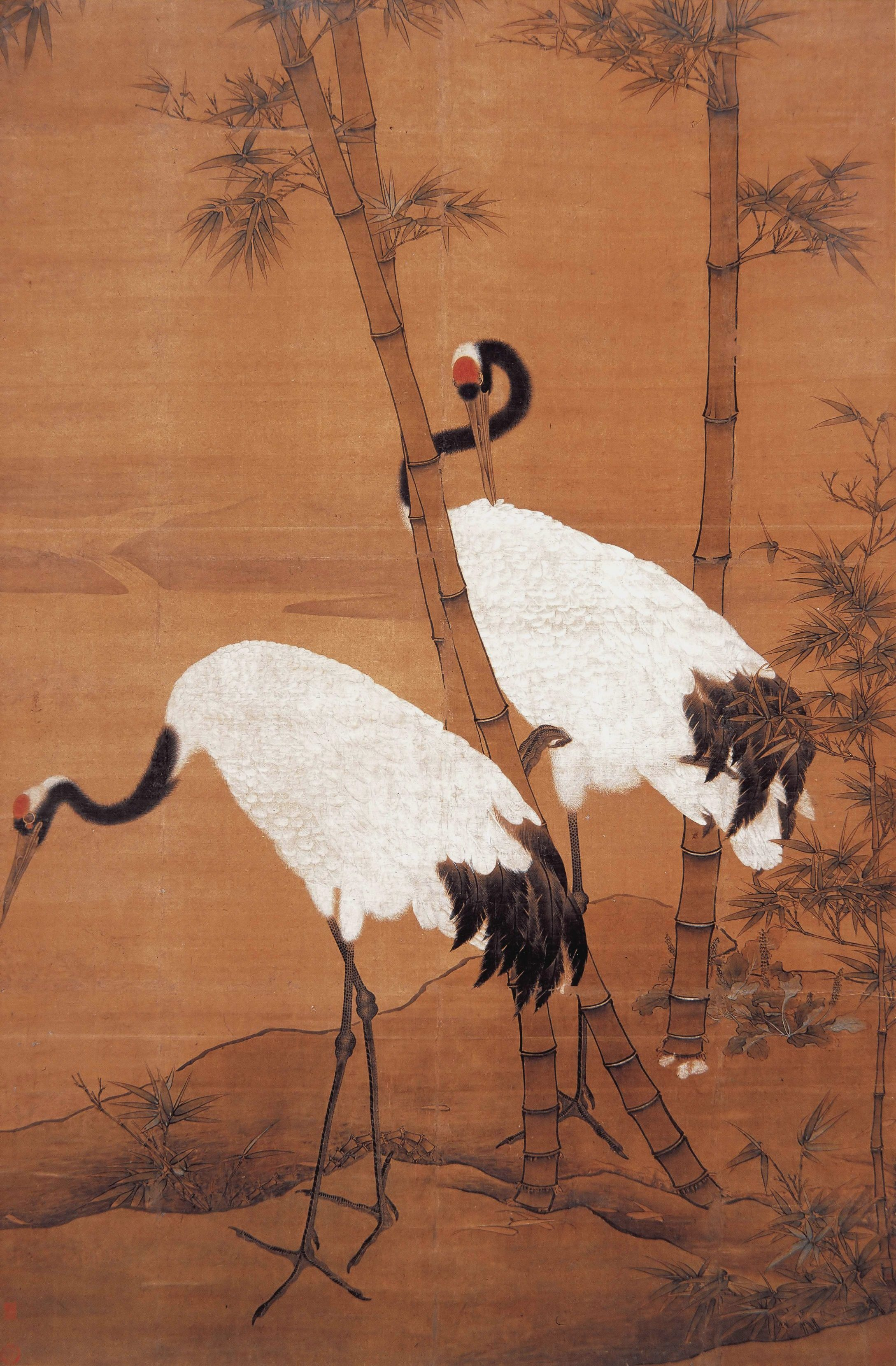
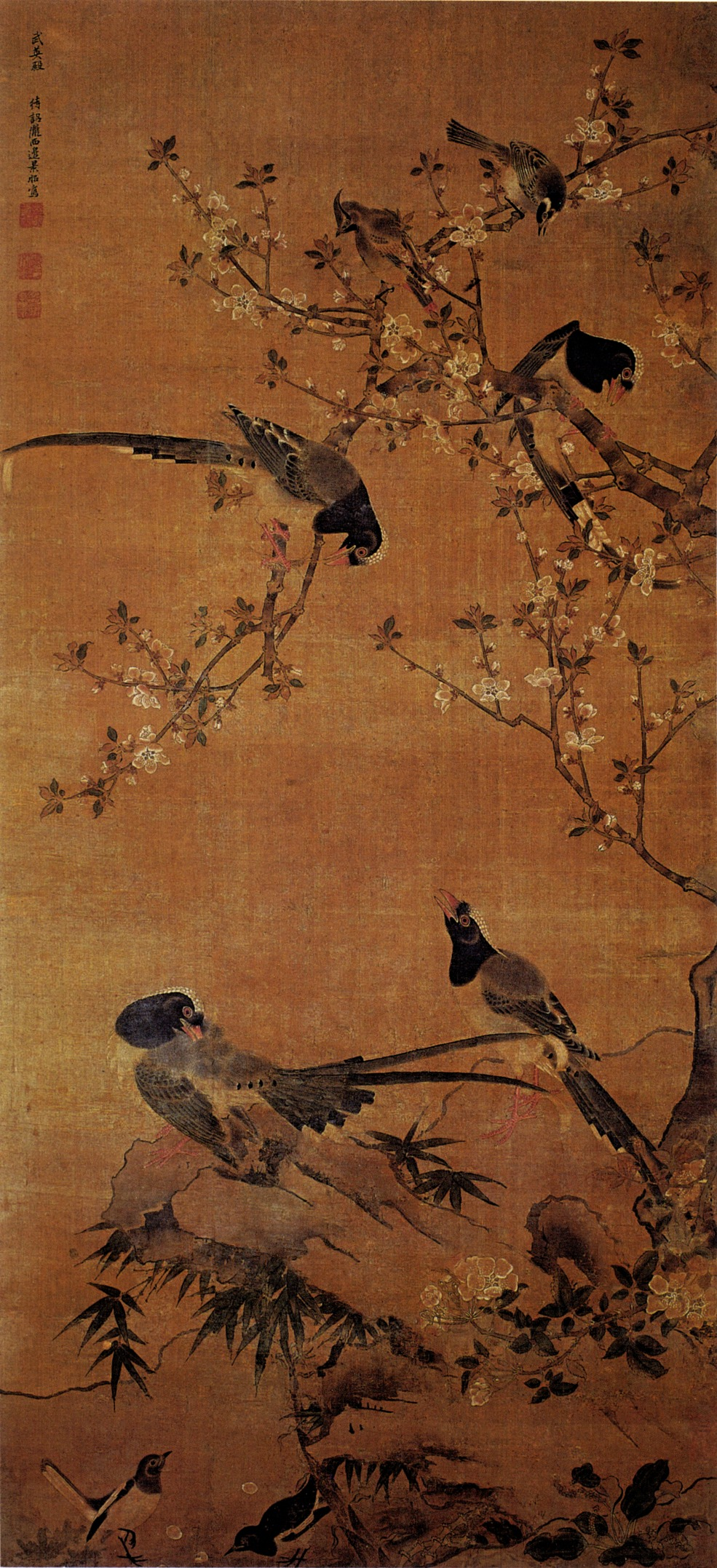
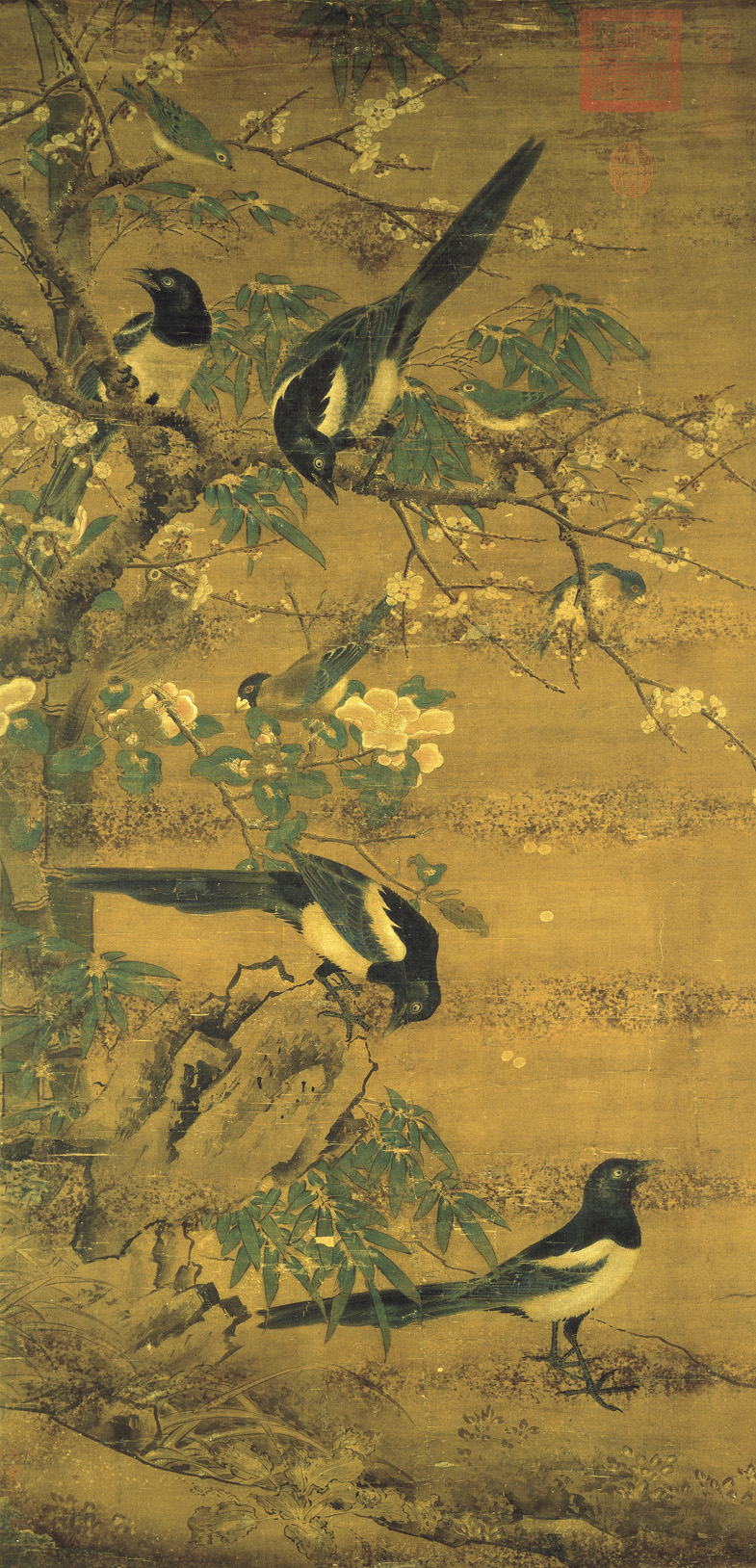
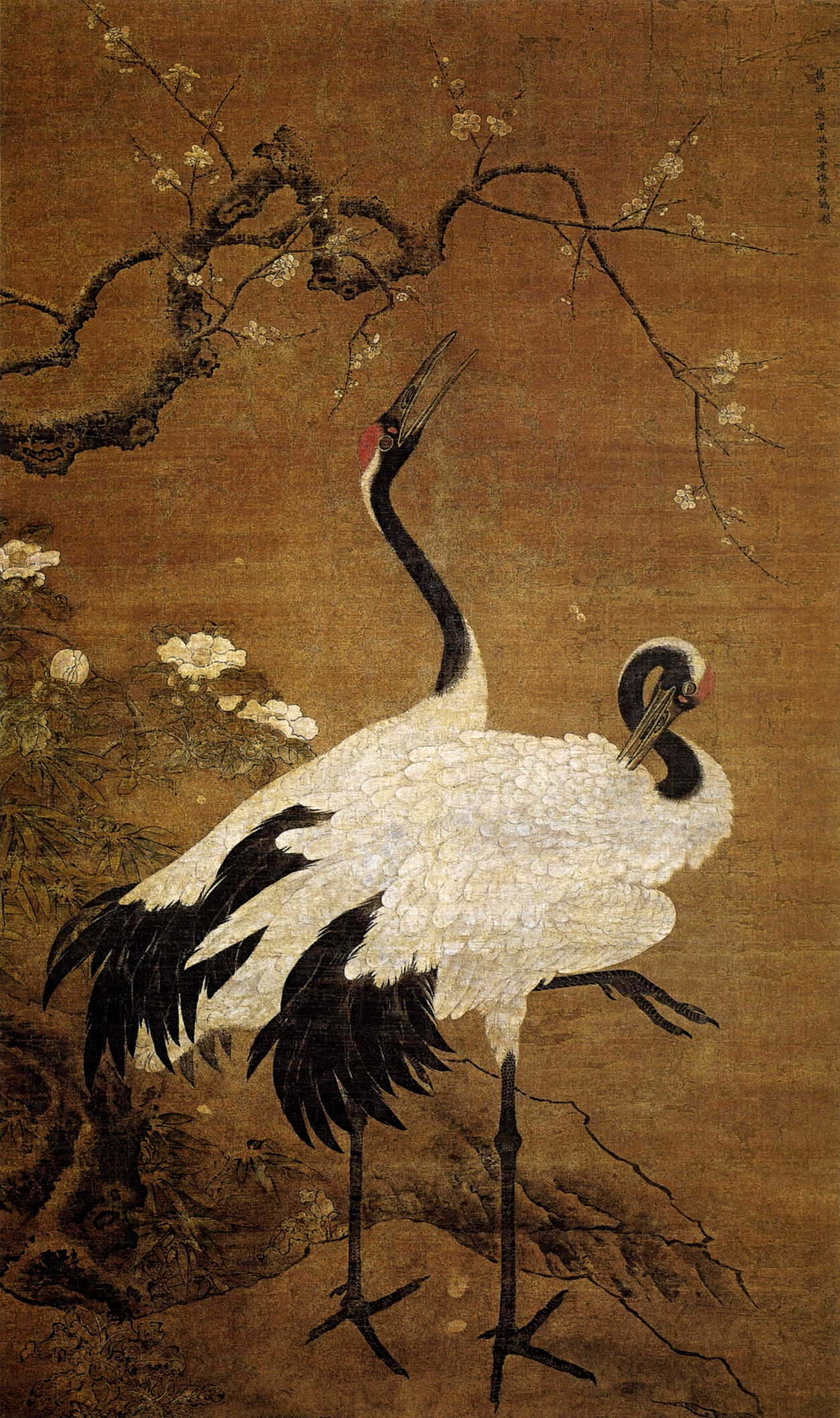